# Sprite (sodavand)
 For alternative betydninger, se Sprite. (Se også artikler, som begynder med Sprite)
Sprite er en læskedrik med citron- og limesmag, som blev udviklet af The Coca-Cola Company i slutningen af 1950'erne.
I forsommeren 2003 kom Sprite i en kort periode til Danmark i en blå og grøn udgave.